# Arthur Metcalfe
Arthur Metcalfe (Leeds, 27 september 1938 – Harrogate, 11 december 2002) was een Brits wielrenner.

## Belangrijkste overwinningen
1964
- 3e etappe Milk Race
- Eindklassement Milk Race

1965
- 9e etappe Milk Race
- 13e etappe Milk Race

1966
- 13e etappe Milk Race

1968
- Manx Premier Trophy

## Resultaten in voornaamste wedstrijden
| Jaar | Ronde van Italië | Ronde van Frankrijk | Ronde van Spanje |
| ---- | ---------------- | ------------------- | ---------------- |
| 1967 |                  | 69e                 |                  |
| 1968 |                  | opgave              |                  |